# Konstantin Badiguine
Konstantin Sergueïevitch Badiguine (en russe : Константин Сергеевич Бадигин), né le 29 novembre 1910 à Penza et mort le 17 mars 1984 à Moscou, est un officier de marine, explorateur, scientifique et écrivain soviétique.

## Biographie
Konstantin Badiguine entre dans la marine en 1928 comme simple matelot sur des navires soviétiques dans l'océan Pacifique. Par la suite, il étudie à l'École technique maritime de Vladivostok et devient navigateur et officier.
De 1935 à 1936, il est le troisième officier à bord du brise-glace Krassine, puis, en 1937, il devient commandant en second à bord du brise-glace Sedov. 
Il devient célèbre en 1938 en tant que capitaine du Sedov lorsque le navire est transformé en station dérivante. En 1940, il reçoit le titre de Héros de l'Union soviétique pour son travail à bord du Sedov.
De 1941 à 1943, il exerce les fonctions de chef de la flotte soviétique des brise-glaces en mer Blanche, tout en dirigeant le service d'arpentage des glaces.
De 1944 à 1945, il est capitaine du paquebot marchand Clara Zetkine, qui assure la liaison Vladivostok-Seattle.
Après la fin de la Seconde Guerre mondiale, il demande à être relevé du service actif pour raisons de santé. Se consacrant à l'écriture, il publie trois ouvrages autobiographiques, ainsi que des romans historiques. Il continue à écrire jusqu'à sa mort en 1984.

### L'expéditionSedov

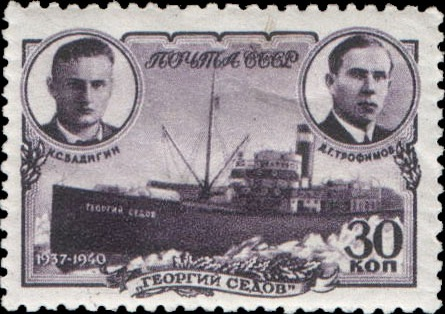
Timbre soviétique de 1940 consacré au Sadko. Konstantin Badiguine est en haut à gauche.

Au cours de l'été 1937, le brise-glace Sadko (en) quitte Mourmansk. Son objectif initial est de naviguer vers les îles Henriette, Jokhov et Jeannette, dans l'archipel De Long, et d'y mener des recherches scientifiques. Le but de l'expédition est également de découvrir comment la route maritime du Nord peut être utilisée pour le transport régulier. Mais les autorités navales soviétiques modifient leurs plans et le brise-glace est finalement envoyé au secours des navires en détresse dans les mers de Kara et de Laptev.
Le Sadko se retrouve cependant lui-même piégé dans la banquise côtière à 75° 17′ N, 132° 28′ E dans la région des îles de Nouvelle-Sibérie. Deux autres brise-glaces soviétiques, le Sedov et le Malyguine, tous deux dans la même zone pour étudier l'état des glaces, sont eux aussi bloqués dans la banquise et partent à la dérive.
En raison des mauvaises conditions météorologiques persistantes, une partie des membres d'équipage bloqués et certains scientifiques ne seront secourus qu'en avril 1938. Le 28 août 1938, le Yermak parvient à libérer deux des trois navires par 83° 04′ N, 138° 22′ E. Le troisième navire, le Sedov, doit être laissé à la dérive dans sa prison glacée et est alors transformé en station polaire scientifique. Il dérive vers le nord dans la glace en direction du pôle, tout comme le Fram de Fridtjof Nansen l'avait fait de 1893 à 1896. L'équipage, dirigé par le capitaine Konstantin Badiguine et Viktor Bouïnitski (ru), compte 15 membres. Les scientifiques à bord effectuent 415 mesures astronomiques, 78 observations électromagnétiques et 38 mesures de profondeur en forant l'épaisse glace polaire au cours de leur séjour de 812 jours à bord du Sedov. Ils sont finalement libérés entre le Groenland et le Svalbard par le brise-glace Joseph Staline le 18 janvier 1940.
Le capitaine Badiguine, ainsi que l'équipage et les scientifiques, sont accueillis en Union soviétique comme des héros. Par la suite, Badiguine est décoré de l'ordre du Drapeau rouge du Travail et devient un héros de l'Union soviétique.

## Publications
- (de) 812 Tage im Eis der Arktis : Die Drift des Eismeerdampfers Georgi Sedow, Vienne, Globus-Verlag, 1946
- (de) Verschollen in Grumant, Berlin, Kultur und Fortschritt, 1960
- 1988 : (de) Vom Eismeer zum Pazifik, Berlin, Militärverlag der DDR, 1988